# Trisha Brown
Trisha Brown (Aberdeen, 25 novembre 1936 – San Antonio, 18 marzo 2017) è stata una ballerina e coreografa statunitense, fondatrice della danza postmoderna.
Nel 1987 ha vinto il Laurence Olivier Award per l'eccellenza nella danza.

## Opere
- Homemade (1966)
- Man Walking Down the Side of a Building (1970)
- Floor of the Forest (1970)
- Leaning Duets (1970)
- Accumulation (1971)
- Walking on the Wall (1971)
- Roof Piece (1971)
- Primary Accumulation (1972)
- Group Primary Accumulation (1973)
- Structured Pieces II (1974)
- Spiral (1974)
- Locus (1975)
- Structured Pieces III (1975)
- Solo Olos (1976)

- Line Up (1976)
- Spanish Dance (1976)
- Watermotor (1978)
- Accumulation with Talking plus Watermotor (1978)
- Glacial Decoy (1979)
- Opal Loop (1980)
- Son of Gone Fishin' (1981)
- Set and Reset (1983)
- Lateral Pass (1985)
- Newark (1987)
- Astral Convertible (1989)
- Foray Forêt (1990)
- For M.G.: The Movie (1991)

- One Story as in falling (1992)
- Another Story as in falling (1993)
- If you couldn't see me (1994)
- M.O. (1995)
- Twelve Ton Rose (1996)
- L'Orfeo (1998)
- Winterreise (2002)
- PRESENT TENSE (2003)
- O Zlozony/O Composite (2004)
- How long does the subject linger on the edge of the volume... (2005)
- I love my robots (2007)
- L'Amour au Theatre (2009)
- Pygmalion (2010)